# Marble (Colorado)
Marble è un centro abitato (town) degli Stati Uniti d'America, situato nella Contea di Gunnison dello Stato del Colorado. Nel censimento del 2000 la popolazione era di 105 abitanti.

## Geografia fisica
Secondo i rilevamenti dell'United States Census Bureau, Marble si estende su una superficie di 1,0 km².

## Monumenti
- Crystal Mill